# Gasparo Duiffopruggar

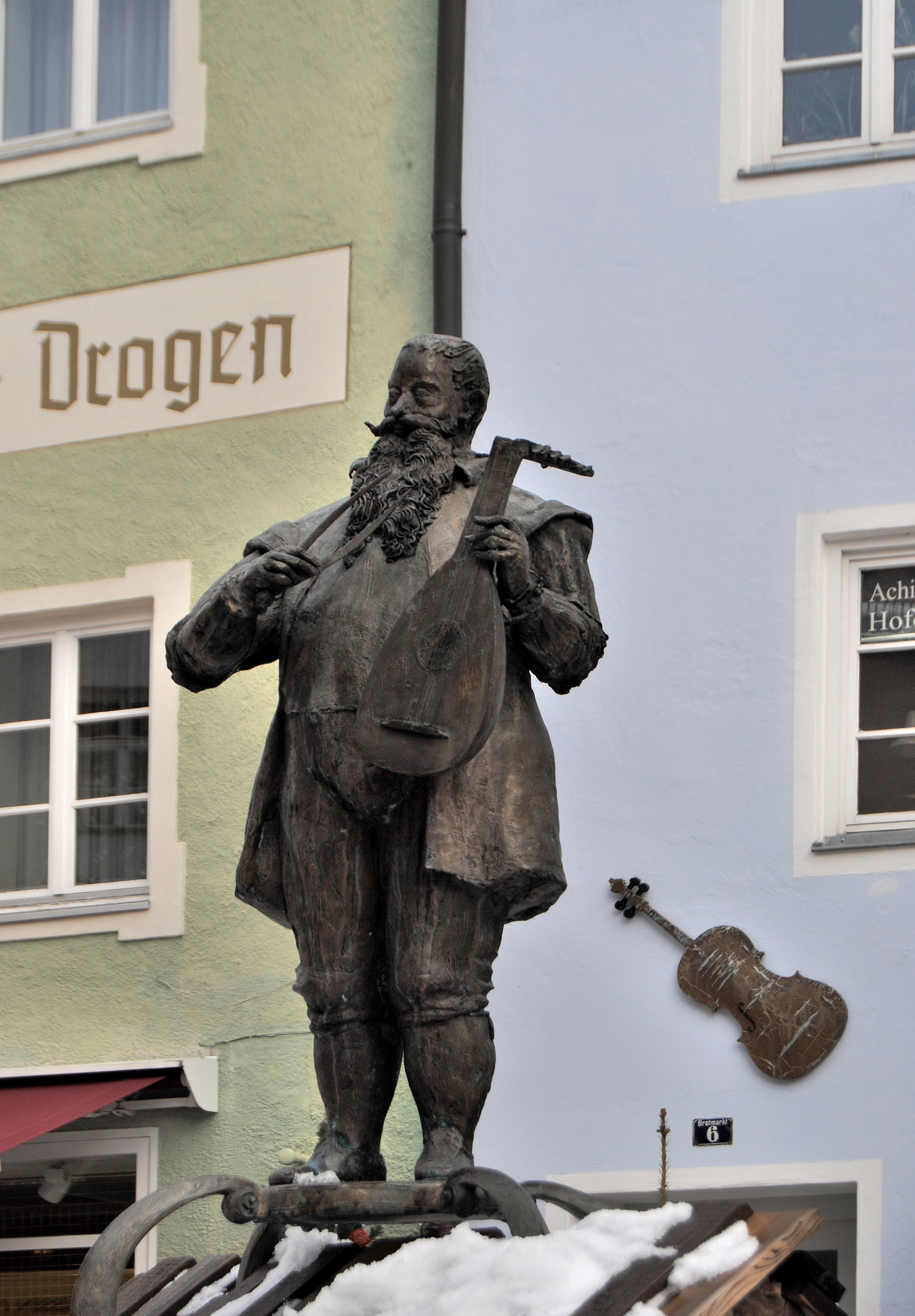
Statue de Tiefenbrucker à Füssen

Gasparo Duiffopruggar (Füssen en principauté épiscopale d'Augsbourg, vers 1514 - Lyon, 16 décembre 1571) est le nom donné au luthier allemand Kaspar Tieffenbrucker.
Originaire de la famille connue de luthiers Tieffenbrucker, Gasparo Duiffopruggar a travaillé principalement à Lyon. Füssen était l'un des centres précoces et l'un des plus importants pour le luth et la lutherie en Allemagne. À partir de 1539, Tieffenbrucker est allé en Italie pendant quelques années comme compagnon, probablement avec un parent, avant de revenir en 1544 à Füssen et en avril de la même année, en est devenu citoyen grâce à un mariage. À partir de novembre 1553, les documents le signalent à Lyon. Tieffenbrucker est considéré comme le fondateur de la lutherie française. Il était probablement l'un des premiers luthier qui a fixé le violon dans sa forme et ses dimensions actuelles. En 1558, il est devenu bourgeois de Lyon.
Les violons de Gasparo Duiffopruggar sont aujourd'hui rares. La plupart des instruments connus sont considérés comme des répliques du XIXe siècle faites par Honoré Derazey (1794–1883) pour le luthier parisien Jean-Baptiste Vuillaume afin de pouvoir répondre à la demande d'instruments anciens. Ces instruments peuvent cependant être distingués des originaux par des anomalies dans les étiquettes du violon, et plus important encore, par les techniques de fabrication.
Comme aucun violon n'a jamais été réellement authentifié de la main de Duiffopruggar, certains pensent que "Duiffopruggar" n'a jamais réellement fait tous ces violons, mais plutôt qu'il a fait presque exclusivement des luths et a vendu différents instruments d'autres fabricants. Son nom aurait été utilisé afin de vendre des instruments construits pour Vuillaume.
Son fils Caspar II. Tieffenbrucker a travaillé après la mort de son père à Paris, dans la rue Pot-de-Fer.